# Sven Nylander
Sven Olof Nylander (Varberg, Halland, 1 de janeiro de 1962) é um antigo atleta sueco que se notabilizou pelas medalhas alcançadas na prova de 400 metros com barreiras em diversas edições dos Campeonatos da Europa de Atletismo.

## Carreira
A sua primeira grande competição internacional foi a disputa dos Campeonatos da Europa de Atenas, em 1982, onde foi sétimo classificado na final ganha por Harald Schmid. No ano seguinte, estreou-se nos Campeonatos Mundiais na primeira edição que se realizou em Helsínquia. Com apenas 21 anos, Nylander acabou em quarto lugar com 49.06 s, sendo apenas ultrapassado pelo campeão norte-americano Edwin Moses, pelo alemão ocidental Harald Schmid e pelo soviético Aleksandr Kharlov.
Em 1984 participa pela primeira vez numas Olimpíadas, correndo a final de 400 m barreiras dos Jogos Olímpicos de Los Angeles. Mais uma vez classifica-se na quarta posição, desta feita com o tempo de 48.97s e atrás de Moses, Danny Harris e Schmid. Finalmente, nos Europeus de Estugarda 1986, obtém a sua primeira medalha (a de bronze) numa corrida novamente ganha por Harald Schmid.
A pouca sorte nas grandes competições à escala mundial mantem-se em 1987 quando, nos Campeonatos Mundiais de Roma, repete o quarto lugar com um pódio exatamente igual ao dos Jogos Olímpicos de 1984.
Em 1990 conquista a medalha de prata nos Campeonatos Europeus de Split, feito que repete, quatro anos mais tarde, em Helsínquia 1994. Entretanto, uma má corrida na semi-final leva-o a estar ausente na final dos Jogos Olímpicos de Barcelona, em 1992.
Reaparece em grande forma nos Jogos Olímpicos de 1996, mostrando-se capaz de poder levar finalmente uma medalha olímpica. Porém, mais uma vez, fica de fora do pódio (preenchido com Derrick Adkins, Samuel Matete e Calvin Davis), apesar do excelente tempo de 47.98 s, estabelecendo um novo recorde da Suécia.